# Загорянка (приток Инструча)
Загорянка (устар. Штриус; нем. Strius) — река в Калининградской области России. Устье реки находится в 23 км от устья реки Инструча по левому берегу. Длина реки — 24 км, площадь водосборного бассейна — 56,8 км².

## Данные водного реестра
По данным государственного водного реестра России относится к Балтийскому бассейновому округу, водохозяйственный участок реки — Преголя. Относится к речному бассейну реки Неман и рекам бассейна Балтийского моря (российская часть в Калининградской области).
Код объекта в государственном водном реестре — 01010000212104300010046.